# Claudia Sode
Claudia Sode (* 10. Mai 1969 in Eisenach) ist eine deutsche Byzantinistin.
Claudia Sode studierte von 1987 bis 1994 Byzantinistik, Neugriechische Philologie, Klassische Philologie und Germanistik an der Friedrich-Schiller-Universität Jena, in Berlin (Humboldt-Universität und Freie Universität) und an der Aristoteles-Universität Thessaloniki. Von 1994 bis 2004 war sie als wissenschaftliche Mitarbeiterin am Institut für Altertumswissenschaften in Jena tätig. Im Jahr 2000 wurde sie an der gleichen Universität promoviert. Forschungsaufenthalte absolvierte sie unter anderem am Dumbarton Oaks Center for Byzantine Studies (Harvard University) in Washington D. C. und als Feodor-Lynen-Forschungsstipendiatin am Centre d'Histoire et Civilisation de Byzance in Paris. 2004 erfolgte die Habilitation. Im Jahr 2005 wurde sie als Nachfolgerin von Peter Schreiner auf den Lehrstuhl für Byzantinistik der Universität zu Köln berufen. 
Ihre Forschungsschwerpunkte sind byzantinische Kirchen- und Theologiegeschichte, Hagiographie,
Zeremonialwesen, Überlieferung der griechischen und byzantinischen Literatur, Handschriftenkunde und Sigillographie. Mit dem Mediävisten Hans Eberhard Mayer veröffentlichte sie 2014 einen 155-seitigen Katalog der insgesamt 109 Siegel der lateinischen Könige von Jerusalem zwischen 1099 und 1291 aufführt. Das posthum erschienene Werk von Gustave Schlumberger (Sigillographie de l’orient latin, 1943) wird dadurch nicht nur ersetzt, sondern weit übertroffen.

## Schriften (Auswahl)
- Jerusalem – Konstantinopel – Rom. Die Viten des Michael Synkellos und der Brüder Theodoros und Theophanes Graptoi (= Altertumswissenschaftliches Kolloquium. Band 4). Steiner, Stuttgart 2001, ISBN 3-515-07852-5.
- mit Sarolta Takács: Novum Millennium. Studies on Byzantine History and Culture dedicated to Paul Speck. Ashgate, Aldershot 2001, ISBN 0-754-60424-1.
- mit Torsten Krannich und Christoph Schubert: Die ikonoklastische Synode von Hiereia 754. Einleitung, Text, Übersetzung und Kommentar ihres Horos (= Studien und Texte zu Antike und Christentum. Band 15). Mohr Siebeck, Tübingen 2002, ISBN 3-16-147931-9.
- mit Nikolaos Oikonomidis, Werner Seibt und Jean-Claude Cheynet: Studies in Byzantine Sigillography. Band 9 + 10, Dumbarton Oaks Research Library and Collection/Saur, Washington D. C./München 2006/2010, ISBN 3-598-77927-5 (Band 9) bzw. ISBN 3-11-022705-3 (Band 10).
- mit Mabi Angar: Byzanz. Ein Schnellkurs. Köln, DuMont, 2010, ISBN 978-3-8321-9042-2.
- mit Hans Eberhard Mayer: Die Siegel der lateinischen Könige von Jerusalem (= Monumenta Germaniae Historica. Schriften. Band 66). Harrassowitz, Wiesbaden 2014, ISBN 978-3-447-10156-1.